# Sofronios z Jeruzaléma
Sofronios z Jeruzaléma (560 v Damašku – 11. března 638 v Jeruzalémě) byl jeruzalémský patriarcha v letech 634–638 a jeden z nejvýznamnějších východních teologů, zastánců dyotheletismu, učení o dvou přirozenostech v Kristu.

## Život
Sofronios pocházel z Damašku, kde také dostal výborné vzdělání a stal se učitelem rétoriky. Kolem roku 580 přijal v Egyptě asketický způsob života a posléze vstoupil do kláštera v Betlémě. Spolu s byzantským kronikářem Janem Moschem, který mu věnoval svůj proslulý asketický traktát Λειμῶν (Leimón, Duchovní palouk) podnikal daleké cesty, mj. do Malé Asie a do Říma, kde také Jan Moschos roku 619 zemřel.
Otázkou, která tehdejší teology zaměstnávala, byla otázka vůle jediné osoby Ježíše Krista. Na křesťanském Západě se Sofronios seznámil se západním pojetím této otázky, podle níž má Kristus vůli lidskou i božskou. Další jeho cesty směřovaly k východním patriarchům, kteří se přiklonili k monoenergistickému učení, které nerozlišuje osobu Ježíše Krista jinak, než na jedinou energii – k alexandrijskému patriarchovi Kyrovi a konstantinopolskému patriarchovi Sergiovi, a upozorňoval je na teologické důsledky této nauky. Sergios pochopil, že otázka ohrožuje právě uzavřený mír, který uzavřel císař Herakleios s monofyzity (Ekthesis), a proto od této nauky ustoupil a uchýlil se k monotheletismu, který ovšem v této době nebyl považován za problematický. Ekthesis se problému vyhýbala otázce Kristovy vůle tím, že vyhlásila, že Kristus vykoupil svět jednou božsko-lidskou vůlí; k takovému výroku se pak mohli hlásit jak východní monofyzité, tak dyofyzité, kteří přijali teze Chalkedonského koncilu.
Sofronios byl roku 634 zvolen jeruzalémským patriarchou a otázce Kristovy vůle se věnoval ve svém synodálním listu, který zaslal papeži Honoriovi II. a východním patriarchům, v němž vyložil svou pozici.
Jeruzalém byl roku 637 dobyt Umarem II., Sofronios umírá následujícího roku.

## Dílo
Sofronios je autorem florilegia patristických svědectví o otázce Kristovy vůle, které sepsal někdy kolem roku 633. V aktech Třetího konstantinopolského koncilu se zachoval jeho synodální list. Dále se zachovalo jeho enkomion na oslavu egyptských světců Kyra a Jana. Sofronios je autorem několika hymnických skladeb užívaných při liturgii a dochovalo se 11 jeho kázání.

### České překlady
- Oslavná řeč o Panně Marii, Denní modlitba církve, společné texty o Panně Marii.
- Promluva na svátek Uvedení Páně do chrámu, Denní modlitba církve, 2. února.